# Sopotnia (potok)
Sopotnia – potok, dopływ rzeki Koszarawa. Na niektórych mapach ma nazwę Sopotnia Wielka. Ma źródła na wysokości 1220 – 1240 m n.p.m. na północno-wschodnich stokach Rysianki. Spływa początkowo w kierunku północno-wschodnim, a następnie północnym. Jego dolina oddziela należący do Grupy Pilska północny grzbiet Pilska ze szczytami Trzy Kopce, Palenica, Sypurzeń, Buczynka, Malorka, Uszczawne Niżne, Łabysówka i Krzyżowa od należącego do Grupy Lipowskiego Wierchu i Romanki grzbietu ze szczytami Rysianka, Romanka, Kotarnica i Łazy. Płynie przez miejscowość Sopotnia Wielka, a następnie Sopotnia Mała, na terenie której do Sopotni z lewej strony uchodzi jej największy dopływ – Sopotnianka (Sopotnia Mała). Wkrótce potem Sopotnia uchodzi do Koszarawy jako jej lewy dopływ. Następuje to na wysokości 412 m.
Sopotnia ma kamieniste koryto z licznymi progami. Największy z nich znajduje się w centrum miejscowości Sopotnia Wielka. Ma on wysokość 10 m i tworzy Wodospad w Sopotni Wielkiej będący największym wodospadem w całych polskich Beskidach.
Cała zlewnia Sopotni znajduje się w Beskidzie Żywieckim. Większa jej część (wyłączając dopływ Sopotnianka) znajduje się w górzystych i zalesionych obszarach, jedynie dolna na zabudowanych i rolniczych obszarach miejscowości Sopotnia Wielka i Sopotnia Mała. Największe dopływy to potoki: 
- lewe: W Ciemnym, W Kotarnicy, Potok Pierlaków, Sopotnianka
- prawe: Z Marszałkowej, W Cebuli.

Doliną Sopotni biegnie droga, która prowadzi daleko poza obszary zabudowane, aż na stoki Rysianki, jej górna część jednak to droga leśna zamknięta dla pojazdów samochodowych. Od ostatniego przystanku PKS w Sopotni Wielkiej prowadzi nią znakowany szlak turystyki pieszej.

## Szlaki turystyczne
Sopotnia Wielka – Rysianka. 2.40 h, ↓ 1.30 h